# 황소자리
황소자리(라틴어: Taurus 타우루스[*])는 오리온 자리의 북서쪽에 놓인 별자리로, 황도 12궁에 속한다. 황소자리는 우측에서 오리온자리를 향해 뿔을 내미는 황소의 앞 부분의 모습이 그려진다.
동아시아의 별자리에서는 백호의 필수와 묘수에 해당된다.
한 해를 시작하는 첫 초저녁이 이 황소자리를 보면서 시작된다고 한다.

## 별과 천체

### 황소자리의 항성
· 알데바란(Aldebaran, α Tau; 황소자리 알파): 황소자리에서 가장 밝은 별이며 겉보기 등급은 최소 +0.93, 최대 +0.77에 이른다. 알데바란 A와 알데바란 B로 이루어진 쌍성계이나 각각을 분해해서 볼 수 없다. 추후 서술할 히아데스 성단과 같은 시선에 있어서 속하는 것으로 보이지만 실제로는 관련이 없다. 분광형 K5+III의 적색거성이며 약 20 pc 떨어져 있다.
· 엘나스(Elnath, β Tau; 황소자리 베타): 과거 마차부자리 감마(γ Aur)로도 불리던 별로 지금은 별자리가 지정되어 황소자리 베타가 되었다. 황소자리에서 두 번째로 밝은 별이며 겉보기 등급 +1.65에 이른다. 분광형 B7III의 B형 거성이고 약 41 pc 떨어져 있다.
· 프리마 히아둠(Prima Hyadum, γ Tau; 황소자리 감마): 히아데스에 속해있는 겉보기 등급 +3.65의 약간 어두운 별로 황소자리 감마 A와 황소자리 감마 B로 이루어진 쌍성계이다(이 계(system)에 Prima Hyadum이란 명칭이 부여되었다.). 분광형 G9.5III의 G형 거성이며 약 47 pc 떨어져 있다.
· 아인(Ain, ε Tau; 황소자리 엡실론): 감마성과 마찬가지로 히아데스에 속하는 항성으로 겉보기 등급 +3.53의 약간 어두운 별이다. 분광형 G9.5III의 G형 거성으로 약 45 pc 떨어져 있다.
· 톈관(Tianguan, ζ Tau; 황소자리 제타): 엘나스와 함께 황소자리의 뿔을 구성하는 별로 황소자리 제타 A와 황소자리 제타 B로 이루어진 쌍성계이다(감마성과 마찬가지로 이 계에 Tianguan이란 이름이 붙었다.). 겉보기 등급은 최소 +3.543, 최대 +2.065에 이르며 카시오페이아자리 감마형 변광성(Gamma Cassiopeiae variable)에 속한다. 분광형은 B1V의 B형 주계열성이며 약 140 pc 떨어져 있다.
· 알키오네(Alcyone, η Tau; 황소자리 에타): 후술할 플레이아데스에 속하는 항성 중 가장 밝은 별이며 황소자리에서 세 번째로 밝은 별로 겉보기 등급은 +2.87이다. 분광형 B7III의 B형 거성이며 약 136 pc 떨어져 있다.
· 황소자리 람다(λ Tau): 겉보기 등급 최소 +3.936, 최대 +3.354까지 변하며 알골형 변광성(Algol variable)에 속한다. 황소자리 람다 A와 황소자리 람다 B로 이루어진 쌍성계이며 각각의 분광형은 B3V, A4IV이다. 약 148 pc 떨어져 있다.
· 황소자리 T(T Tau): 황소자리 T형 별의 원형으로 태어난 지 얼마 되지 않은 젊은 항성이다. 황소자리 T N, 황소자리 T Sa, 황소자리 T Sb로 이루어진 삼중성계로 NGC 1555 또는 하인드의 변광 성운(Hind's Variable Nebula)으로 알려진 성운 근처에 위치해 있으며 관련되어 있을 것으로 추정된다. 세 항성은 모두 상호작용에 의해 형성된 작은 원시행성상원반으로 둘러싸여 있다. 겉보기 등급은 최소 +11.876, 최대 +9.44이며 약 144 pc 떨어져 있다.
이외의 항성에 대한 설명 및 목록으로는 황소자리의 항성 목록 문서를 참고하여라.

### 어두운 천체들
- 성단

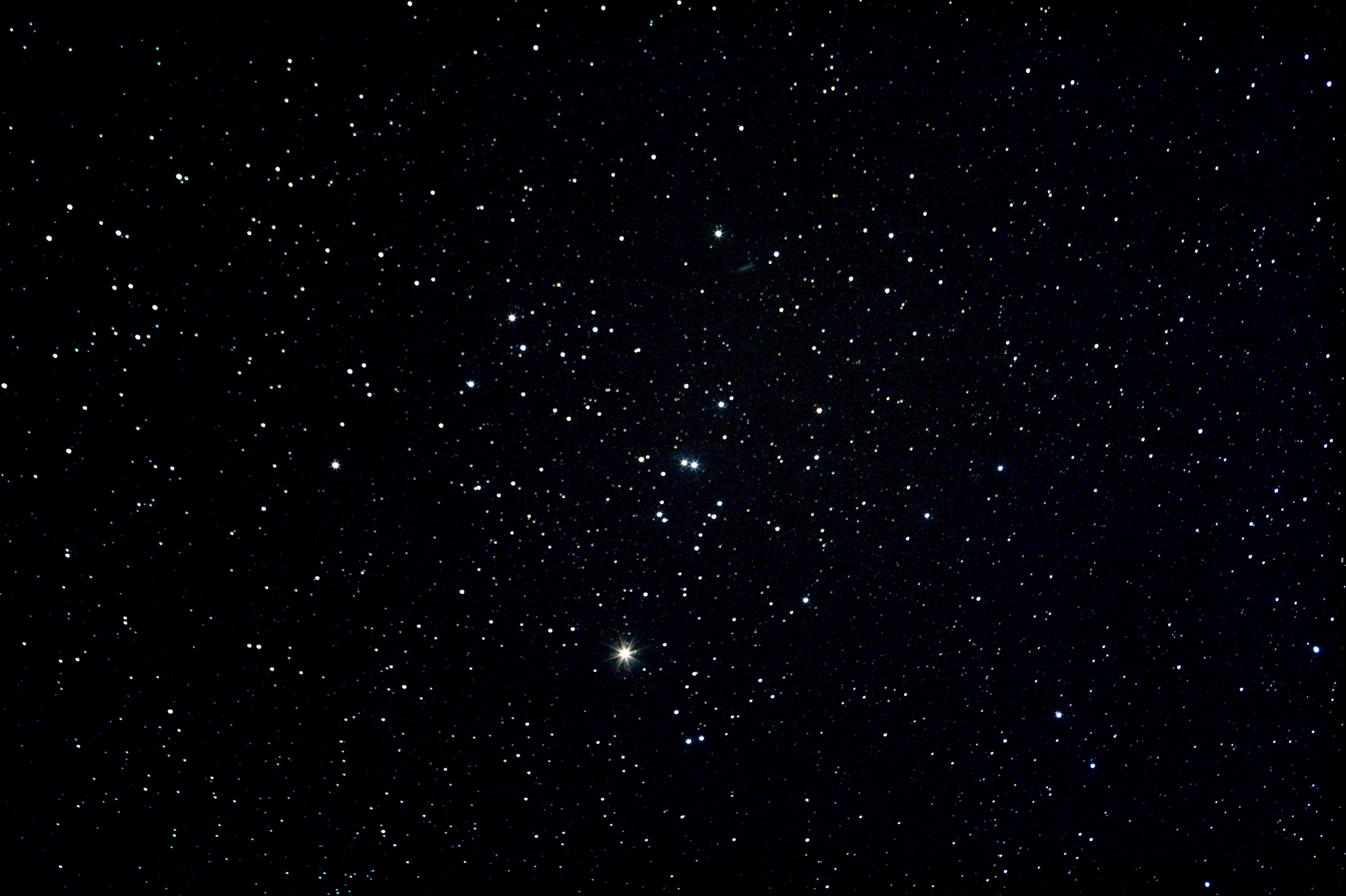
히아데스(C41)
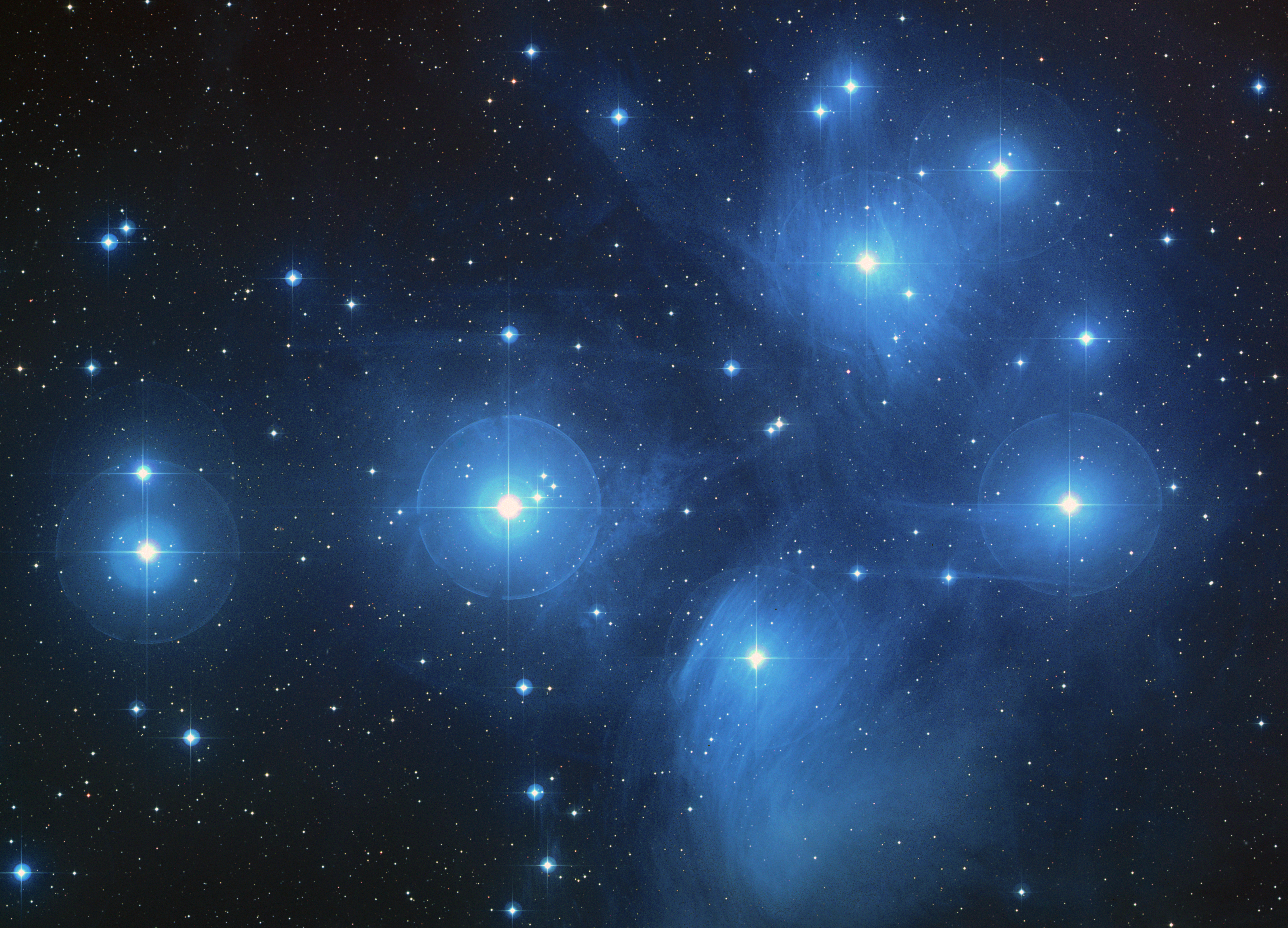
플레이아데스(M45)

· 히아데스(Hyades, C41, Cr 50): 가장 가까운 곳에 위치한 산개성단 중 하나로 약 47 pc 떨어져 있다. 나이 및 화학적 조성 등이 유사한 항성들이 대거 모여있으며 알데바란을 기점으로 산개되어 있다. 대략 6억년의 나이를 지닌 이 성단은 중심부의 반경이 약 2.7 ly이며 겉보기 크기는 330′, 겉보기 등급은 +0.50으로 충분히 맨눈으로 관찰할 수 있다. 히아데스에 속하는 것으로 확실시 되는 대표적인 밝은 별들은 다음과 같다. 프리마 히아둠(γ Tau), 세쿤다 히아둠(Secunda Hyadum, δ1 Tau), 황소자리 델타3(δ3 Tau), 아인(ε Tau), 황소자리 세타1·2(θ1·2 Tau), 황소자리 카파(κ Tau), 황소자리 웁실론(υ Tau), 황소자리 71(71 Tau), 황소자리 90(90 Tau). 알데바란과 감마성, 델타성, 엡실론성, 세타성은 'V'자 모양을 이룬다.
· 플레이아데스(Pleiades, M45, Cr 42): 가장 대표적인 산개성단 중 하나로 과거 좀생이별로도 불렸었다. 네브라 하늘원반에서 묘사된 것으로 추정할 수 있듯, 이 천체는 과거부터 많은 문명권에 알려져 있었다. 겉보기 등급은 +1.60으로 도시에도 볼 수 있는 유일한 메시에 천체 목록의 천체로 멀리서 보면 여러개의 별들이 뭉쳐있는 형상이 뚜렷하다. 약 136.2 pc 떨어져 있다. 성단 전체는 푸른 성운인 NGC 1432에 둘러싸인 것처럼 보이며 메로페를 감싸고 있는 NGC 1435(Merope Nebula)와 메로페 근처의 반사성운인 IC 349(Barnard's Merope Nebula)와 함께 어우러진다. 이 성단에 속해있는 대표적인 항성들은 다음과 같다. 알키오네(η Tau), 아틀라스(Atlas, 27 Tau), 엘렉트라(Electra, 17 Tau), 마이아(Maia, 20 Tau), 메로페(Merope, 23 Tau), 타이게타(Taygeta, 19 Tau), 플레이오네(Pleione, 28 Tau), 켈라에노(Celaeno, 16 Tau), HD 23753, 아스테로페(Asterope, 21 Tau).
- 성운

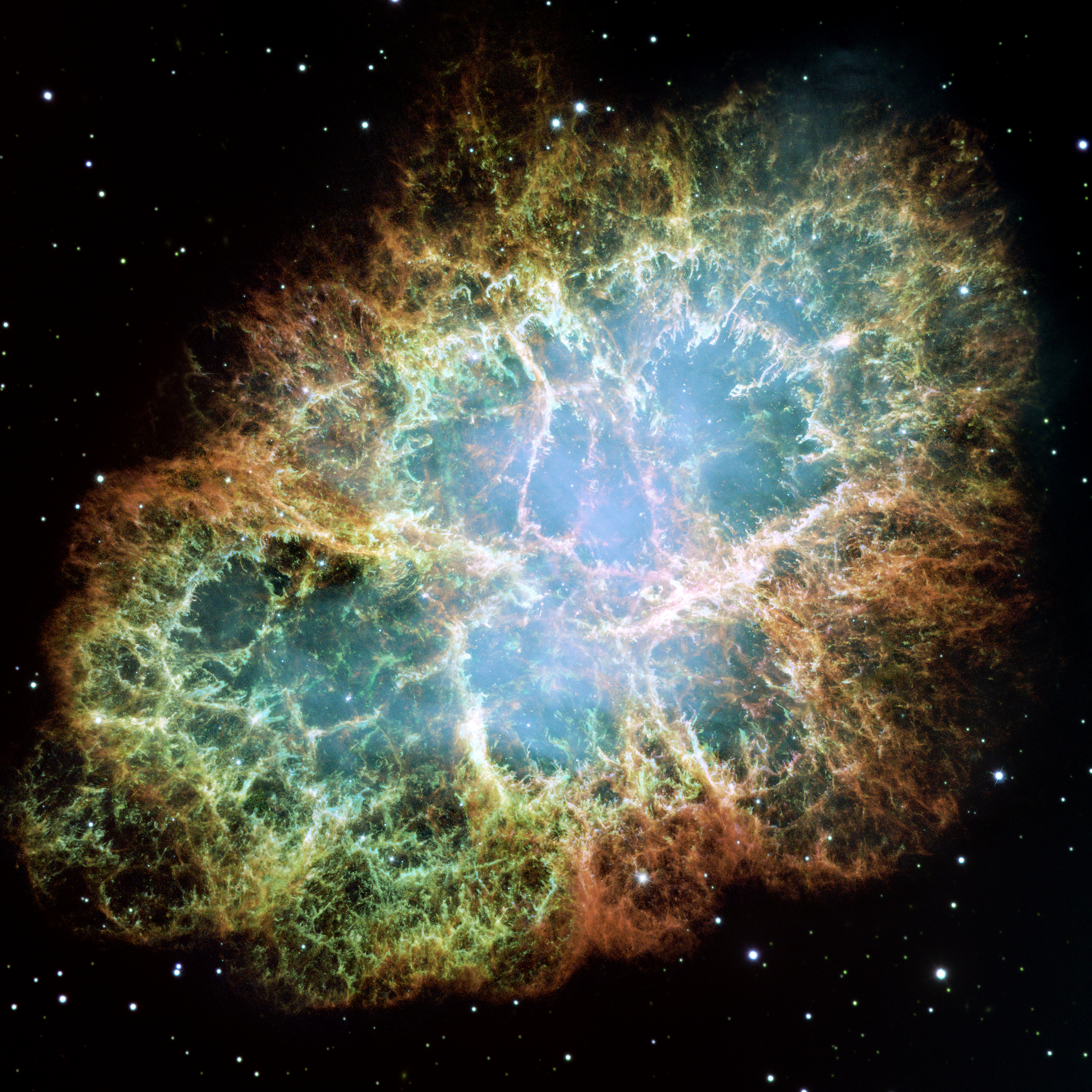
게 성운(M1)
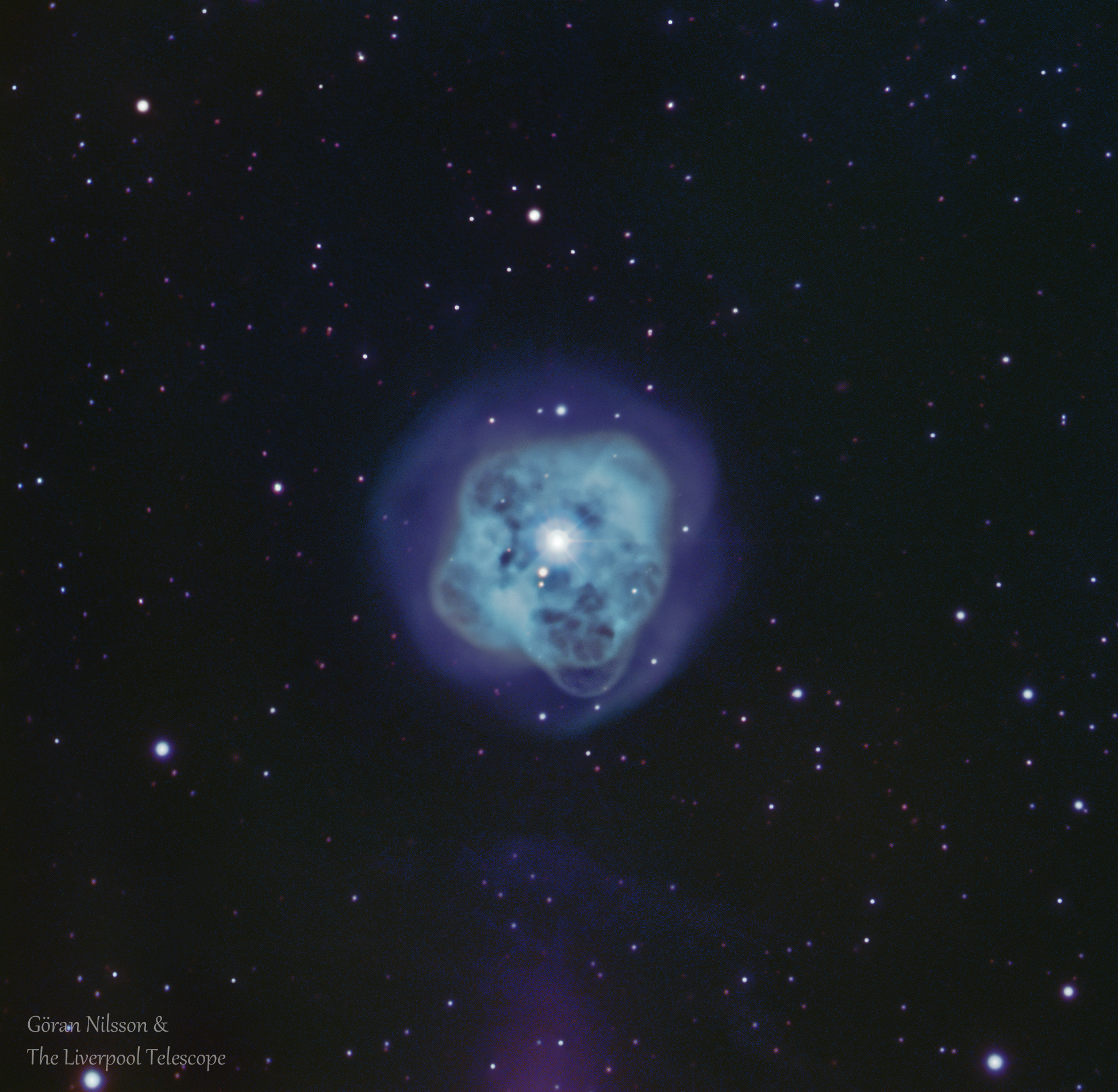
수정구 성운(NGC 1514)

· 게 성운(Crab Nebula, M1, NGC 1952): 황소자리 A로도 불리는 이 천체는 초신성 SN 1054에 의해 형성되었다. 1054년 7월 4일에 발생했으며 송(宋), 일본, 아랍 등지에서 기록되었으며 이때 밝기는 밤의 금성과 엇비슷한 -6등급이었다고 한다. 중심부에 위치한 펄사 PSR B0531+21(Crab Pulsar)의 영향을 받고 있으며 현재도 시간이 지남에 따라 천천히 퍼지고 있다. 겉보기 등급은 +8.40이나 망원경 등으로 찾을 시 매우 어둡고 작아 찾기 힘들다. 톈관의 북동쪽 방향에 위치해 있고 약 2000 pc(오차범위 ±500 pc) 떨어져 있다.
·  NGC 1514(Crystal Ball Nebula; 수정구 성운): 페르세우스자리와의 경계선에 위치한 이 성운은 행성상성운이다. 1790년 윌리엄 허셜(Herschel, F. W., 1738~1822)에 의해 처음으로 발견되었으며 외부와 내부의 껍질로 구성되어 있고, 내부의 껍질은 최초에 구형이었을 가능성이 높다. 이 성운은 쌍성계인 HD 281679의 동반성 중 하나에 의해 형성되었으며 주성은 A0III, 성운을 만든 항성은 뜨겁지 않은 O형 항성으로 추정된다. 겉보기 등급 +9.27이며 약 474 pc 떨어져 있다. 플레이아데스의 북쪽, 또는 페르세우스자리 제타(ζ Per)의 서쪽에 위치해 있다.

## 신화와 역사

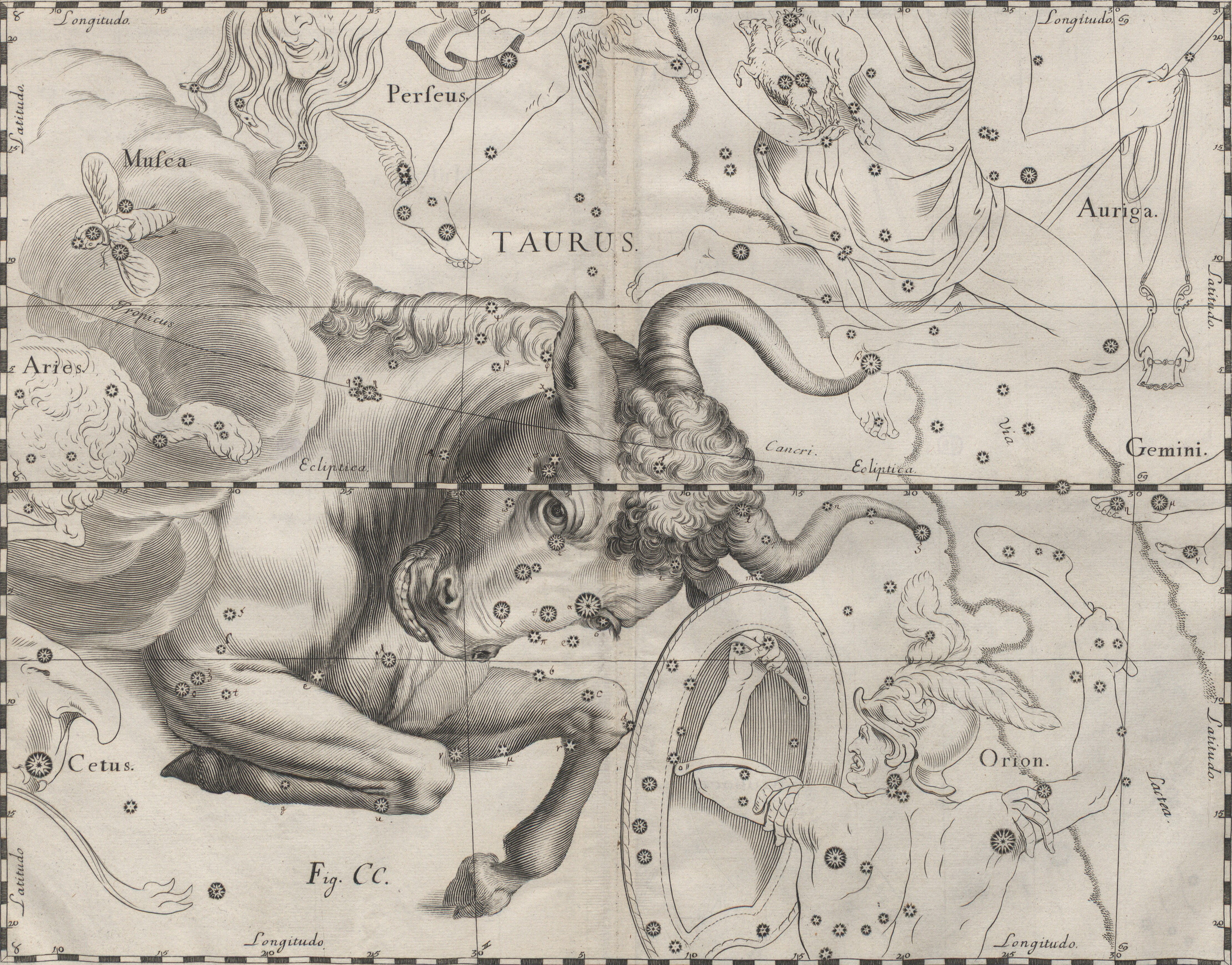
헤벨리우스 성도의 황소자리
천구 바깥쪽에서 본 모습으로 그려져 있다.

황소자리의 모양을 인식한 역사는 매우 오래되었다. 선사 시대의 현상을 고대의 여러 문화의 상징과 연관 지으려 할 때에는 주의가 필요하다. 선사 시대의 사람들은 그들의 삶을 글로 남기지 않았기 때문에, 소나 말, 사슴 등의 그들이 남긴 그림의 중요성은 단지 남겨진 다른 유물의 정황과 증거를 분석하여 측정할 뿐이다.
그럼에도, 뮌헨 대학의 미하엘 라펜글뤽(Michael Rappenglück)은 황소자리가 프랑스 라스코 동굴의 황소 그림에 나타나 있다고 여긴다.
라스코에 그려진 약 기원전 15,000 ~ 13,000년경은 문자가 발명되기 훨씬 이전이고, 그림들 중 단 하나만이 별자리와 연관지어졌다는 회의적인 시각도 있다.
- 고대 바빌로니아에서 황소자리는 'Shũr'로 불렸다.[8]

- 그리스 신화에서는, 제우스가 흰 소로 변신하여 페니키아의 공주인 에우로페를 납치하였다.

- 황도12궁과 관련하여, 헤라클레스의 12가지 임무에 포함되기도 한다.

- 미노스인의 안마당, 무덤, 신전에는 힘을 황소와 연관지은 그림으로 채워졌으며, 이러한 문화가 고대 에게해 문명에 영향을 주었다고 여겨진다.

여러 관측 조건에서의 황소자리

### 플레이아데스와 히아데스
플레이아데스 성단은, 그리스 신화에서는 플레이아데스 7명의 자매와 관련이 있다. 이들은 흥겹게 춤을 추고 있을 때에 용사 오리온이 나타나, 모두 놀라 달아났다. 하지만, 이들은 미인이어서 오리온이 5년간 쫓아다녔다. 7인은 여신 아르테미스의 도움을 받아 학이 되어 오리온으로부터 달아났다. 그 후, 별자리에 올려져 플레이아데스 성단이 되었다고 한다.
플레이아데스 성단은 육안으로 보면 6개만 보인다. 7명 중 1명은 숨어 있다고 전해지며, 그 1명은 멜로페라는 주장과 엘렉트라라는 주장이 있다. 7인으로 불렸기에, 원래는 7개의 별이 보였던 시대가 있었다고 주장되기도 한다. 시계가 좋으면 때때로 7개가 보이기도 한다.‘동아시아의 별자리’에서는 묘수가 7개의 별로 구성된 별자리로 그려져 있다.
히아데스 성단도 그리스 신화에서는 자매로 불린다.

### 점성술
서양의 점성술에서 황소자리는 4월 20일 ~ 5월 20일에 해당한다. 단짝인 별자리는 처녀자리